# Kemenczky Judit
Kemenczky Judit (Budapest, 1948. augusztus 9. – Budapest, 2011. augusztus 19.) magyar orientalista, költő, műfordító, festő. Férje: Bakucz József (1929–1990) költő volt.

## Életpályája
1970–1972 és 1976–1978 között az Eötvös Loránd Tudományegyetem Bölcsészettudományi Karának hallgatója volt. 1979-ben a Fölöspéldány művészeti csoport alapító tagja volt. 1985-ben az USA-ba költözött. 1987–1991 között Bostonban festett, írt és fordított. 1991-ben visszatért Magyarországra.
Középkori német misztikus és japán buddhista szövegekkel foglalkozott, távol-kelet-i rajz és kalligrafikus íráselemek felhasználásával benső tájképeket festett (tekercsképek, zászlók, fénytérképek) műfaja az ezoterikus szürrealizmus.
Versei többdimenziós, áradó kép- és szabad versek, a belső intenciót erősítő sokféle kulturális utalással; a buddhista filozófia tanaira épülve izgalmas, tevékeny, mai sorsot mintáznak.

## Egyéni kiállításai
- 1992 Budapest, Pécs
- 1993-1994, 1999 Budapest
- 1995 Pozsony
- 1996 Varsó
- 1997 Vác

## Művei
- A vesztő; Szépirodalmi, Bp., 1979
- Sorsminta. Kemenczky Judit versei; Magvető, Bp., 1982
- Az amerikai versek Kemenczky Judit kadmiumsötét brilliánsvörös életvonalával, 1985–1991; Széphalom Könyvműhely, Bp., 1992
- NapFutók; Nyomdacoop, Bp., 1996 (Íves könyvek)
- Templomszáj. A bűnbánat és a vigasztalások könyvei, amelyeket Assisi Szent Ferenc világi követője a Szentlélek ösztönzésére és sugalmazásának eleget téve 1998 nyarán és őszén lelkéből átmásolt; Masszi, Bp., 2002
- Hullámlovasok; Napkút, Bp., 2005

## Műfordításai
- Nó-drámák. Középkori japán színjátékok (1994)
- Hildegard von Bingen: A megváltás tüzes műve (1995)

## Díjai
- Az Év Könyve jutalom (1994)
- Füst Milán-díj (1996)
- Déry Tibor-díj (1998)